# Vodice, Dobrepolje
Vodice este o localitate din comuna Dobrepolje, Slovenia, cu o populație de 16 locuitori.